# Bassus javanus
Bassus javanus är en stekelart som först beskrevs av Bhat och Gupta 1977.  Bassus javanus ingår i släktet Bassus och familjen bracksteklar. Inga underarter finns listade.